# We're in This Together (Simply Red)
We're in This Together is een nummer van de Britse band Simply Red uit 1996. Het is de vierde en laatste single van hun vijfde studioalbum Life.
"We're in This Together" was het officiële themalied voor het EK van 1996 in Engeland. Het nummer werd een hitje in het VK, Duitsland, Oostenrijk en Nederland. In het Verenigd Koninkrijk bereikte het de 11e positie, terwijl het in de Nederlandse Top 40 een bescheiden 28e positie behaalde.